# In Search of Voodoo: Roots to Heaven
In Search of Voodoo: Roots to Heaven es una película documental coproducción de Benín y Estados Unidos filmada en colores dirigida por Djimon Hounsou sobre su propio guion escrito en colaboración con Douglas Thompson que se estrenó el 10 de marzo de 2018. La película fue rodada en Benín y tiene como tema el vudú.

## Vudú
El vudú es una religión originaria del antiguo Reino de Dahomey,  África Occidental que se encuentra muy extendida en Benín y Togo, cuyos principios originales  se han dividido en prácticas religiosas sutilmente diferentes en sus variaciones de Haití, Brasil y Luisiana , entre otros. No obstante la complejidad y diversidad de sus ritos y cultos, ellos tienden  en sus diferentes cosmogonías, a un propósito único que consiste en ayudar a las personas y en dar sentido a sus vidas, preparar su pasaje a la tierra de los muertos, al integrar su existencia en un cosmos habitado por antepasados y dioses cuyos poderes pueden ser tanto útiles como temibles. 
.

## Sinopsis
Una búsqueda de sus raíces culturales dirigida por Djimon Hounsou  por Benín, el país donde nació. Este documental busca iluminar la práctica de la fe que prevalece en África occidental, específicamente Benín, también conocido como "la cuna del vudú" y rechazar una mitología oscura e injusta que rodea a sus adeptos. 

## Críticas
Guy Lodge en el sitio web variety opinó:

”… esta película…es vívida y sincera cuando se queda en lo doméstico, pero podría aportar más en un análisis  antropológico de mayor alcance.

Harry Clarke en el sitio web theyoungfolks.com escribió:

”… analiza en detalle la espiritualidad en África occidental. Específicamente, detalla los orígenes del vudú, un sistema de creencias orgánico que valora los aspectos positivos de la naturaleza y la vida….Hounsou… ha tejido una imagen intrigante e iluminadora que le da al espectador un verdadero sentido de esta religión menos conocida.“

## Nominaciones y exhibiciones
Fue exhibida en el Festival de Cine de Zanzíbar 2018 y en el Festival de Cine de Miami 2018 Djimon Hounsou fue nominado al Premio Knight Documentary Achievement al Mejor Documental.